# کرک موریس
کرک موریس (ایتالیایی: Kirk Morris؛ زادهٔ ۲۶ اوت ۱۹۴۲) هنرپیشه و بدنساز اهل کشور ایتالیا است. نام اصلی وی آدریانو بِلینی می‌باشد. از فیلم‌هایی که وی در آن نقش داشته است می‌توان به هرکول، سامسون و اولیس ، ریتای غرب اشاره کرد.